# 遙遠的松巴江
《遙遠的松巴江》（：／）是韓國SBS電視台於1993年11月15日至1994年1月25日期間播放的月火劇，也是創台3週年特別計劃連續劇。根據韓國作家朴榮漢的同名小說改編，以1967年越南戰爭中韓國出兵越南至1975年西貢淪陷為止兩個韓國第9師士兵和一個南越少女之間的故事作為主題，外景更遠赴越南取景，由李康勳執導，李潤澤編劇，朴重勳、李璟榮、范靈丹主演。

## 演員

### 主要人物
- 朴重勳 飾 黃一天[註 1]
- 李璟榮 飾 金基洙
- 范靈丹 飾 阮氏碧垂

### 韓國陸軍第9師第29團3營10連
- 鄭東煥 飾 金光浩
- 文龍民（朝鲜语：문용민 (배우)） 飾 柳東洙
- 金義聖 飾 李鎮旭
- 孫永春（朝鲜语：손영춘） 飾 陳兵長
- 鄭仁錫 飾 金星一
- 李承哲（朝鲜语：이승철 (배우)） 飾 鄭光石
- 金俊永 飾 裴義權
- 李基永 飾 李海一
- 權海驍 飾 成漢洙
- 吳大奎 飾 具上等兵
- 李斗日（朝鲜语：이두일） 飾 千上等兵
- 金陽旭 飾 吳上等兵
- 朴成哲 飾 朴下士
- 成東鎰 飾 楊勇天
- 李承亨 飾 鄭頌賢
- 李東鎮 飾 崔秉國

### 西貢韓國駐越大使館、駐越司令部、芽莊駐越野戰司令部
- 朴根瀅 飾 朴光宇
- 朴祥朝（朝鲜语：박상조） 飾 徐相泰
- 金周映（朝鲜语：김주영 (1952년)） 飾 馬俊熙
- 李恩哲（朝鲜语：이은철 (배우)） 飾 芽莊駐越野戰司令部民事審理隊翻譯兵

### 芽莊陸軍第100軍需支援司令部
- 金志秀 飾 李玉林
- 李東信（朝鲜语：이동신） 飾 南上尉

### 寧和陸軍第9師司令部
- 金營仁（朝鲜语：김영인 (1940년)） 飾 第9師師長
- 南浦洞（朝鲜语：남포동 (배우)） 飾 第29團本部人事系長
- 韓　武（朝鲜语：한무） 飾 文化宣傳隊負責人

### 太平洋貿易
- 沈洋弘（朝鲜语：심양홍） 飾 太平洋貿易常務理事
- 金興基（朝鲜语：김흥기） 飾 劉社長
- 朴英知（朝鲜语：박영지） 飾 劉社長下屬
- 吳賢燮 飾 劉社長下屬

### 越共
- 丹　楊（英语：Đơn Dương (actor)） 飾 程少校
- 大衛·詹（英语：David Chiem） 飾 阮陳富檢
- 清　梅 飾 羅揚

### 西貢黑手黨
- 娜迪亞·德博亞 飾 琳恩·提托
- 洪　文 飾 寶
- 羅倫斯·馬 飾 羅伊
- 洪　福 飾 良

### 合眾國際社
- 米高·蒙茨 飾 米高·羅傑斯

### 其他人物
- 香　江 飾 容（陳兵長的越南妻子）
- 朴鍾官（朝鲜语：박종관 (배우)） 飾 李大鎔

## 獲獎
- 1993年SBS演技大獎
  - 最優秀演技獎：朴重勳
  - 新人演技獎：吳大奎

## 外部連結
- Youtube -《遙遠的松巴江》開場片段 （页面存档备份，存于）

| SBS 月火劇                                   | SBS 月火劇                                       | SBS 月火劇 |
| -------------------------------------------- | ------------------------------------------------ | ---------- |
|                                              | 遙遠的松巴江 (1993年11月15日 - 1994年1月25日)    |            |
| Theme Series (1993年8月30日 - 1993年11月9日) | 三個男人三個女人 (1994年1月31日 - 1994年7月19日) |            |